# Yi-Fu Tuan
Yi-Fu Tuan (Tianjin, 5 de dezembro de 1930 – 10 de agosto de 2022), foi um geógrafo sino-americano.

## Vida
Tuan nasceu em Tianjin, China. Filho de um diplomata de classe média, teve acesso a uma boa educação. Cursou a educação básica em escolas chinesas, filipinas e australianas.
Embora tenha iniciado os estudos de nível superior na University College, em Londres, sua graduação em Geografia foi obtida na Universidade de Oxford. Os graus de bacharel e de mestre foram obtidos em 1951 e 1955, respectivamente. A continuidade de seus estudos deu-se na Califórnia, na Universidade da Califórnia, em Berkeley, onde recebeu, em 1957, o título de doutor.

## Trajetória Profissional
Antes mesmo de concluir seu doutoramento, Tuan iniciou sua carreira como professor universitário na Universidade de Indiana, lecionando de 1956 a 1958. Nos seis anos seguintes, assumiu a cátedra de Geografia da Universidade do Novo México, onde trabalhou até 1966.
De Novo México, Tuan primeiro mudou-se para o Canadá. Entre 1966-68 foi docente na Universidade de Toronto. Transferiu-se para a Universidade de Minnesota em 1968. Foi nessa universidade que desenvolveu, com mais propriedade, seus trabalhos, sistematizando e organizando uma geografia humanística. Enfoca cuidadosamente uma geografia humana voltada para "as glórias e misérias da existência humana".
Assim, em 1974, esse autor publicou um dos livros mais importantes para a expansão da geografia humanista, intitulado Topofilia: um estudo da percepção, atitudes e valores do meio ambiente. Um objetivo central dessa obra é estudar os sentimentos de apego das pessoas ao ambiente natural ou construído, pois “topus” é uma palavra grega que significa “lugar”, enquanto “filo” significa amor, amizade, afinidade. Esse autor se propôs a encontrar os elementos universais das percepções e valores sobre o ambiente por vários caminhos, como identificar as respostas psicológicas comuns a todas as pessoas (derivadas da evolução biológica e da estrutura básica do cérebro) e depois mostrar que os mesmos tipos de respostas se manifestam na cultura dos povos. Vê-se isso quando ele afirma que “a mente humana parece estar adaptada para organizar os fenômenos [...] em pares de opostos” e, mais adiante, comenta que todas as culturas pensam os fenômenos por oposições binárias entre macho e fêmea, terra e céu, montanha e mar, etc.
Depois de quatorze anos trabalhando na Universidade de Minnesota, transferiu-se para a Universidade de Wisconsin, em Madison. Em 1998, nessa mesma universidade, Tuan se aposentou, embora continuou ativo até a sua morte.
Em 2012, foi laureado com o Prêmio Vautrin Lud, considerado como a maior honraria acadêmica no campo da Geografia. A cerimônia de entrega ocorreu durante o Festival Internacional de Geografia, em Saint-Dié-des-Vosges, na França.

## Morte
Yi-Fu Tuan morreu no dia 10 de agosto de 2022, aos 91 anos de idade.